# Leoben
Leoben – miasto powiatowe w środkowej Austrii, w kraju związkowym Styria, siedziba powiatu Leoben. Leży nad Murą. Liczy 24 680 mieszkańców (1 stycznia 2015).

## Historia
Wzmiankowane po raz pierwszy w 982 roku. Leoben rozwijało się dzięki korzystnemu położeniu na skrzyżowaniu szlaków handlowych oraz wydobyciu i przetwórstwu rud żelaza. Od 1173 r. posiadało targ, od 1415 prawo składu.
W 1797 r. podpisano w Leoben preliminaria pokojowe między Francją i Austrią (pokój w Campo Formio).

## Gospodarka
W mieście rozwinął się przemysł piwowarski, celulozowy, metalowy oraz hutniczy.

## Oświata
W mieście działa uniwersytet (Montanuniversität Leoben), założony w 1840 początkowo jako wyższa szkoła górnicza, później przekształcona w uniwersytet. W XIX wieku była to uczelnia o wysokim prestiżu i studiowało tam wielu wybitnych polskich geologów, m.in. Wawrzyniec Teisseyre.

## Współpraca
Miejscowość partnerska:
- Xuzhou, Chiny